# グンペルト・ナタリー
グンペルト・ナタリー（英: Gumpert Nathalie）またはRG・ナタリー（英:RG Nathalie）はグンペルト社が開発、販売していたスーパーカーである。

## 歴史
2019年のジュネーブモーターショー2019にてグンペルトと中国のアイウェイズ社が立ち上げたグンペルト・アイウェイズは、グンペルト・ナタリーのプロトタイプを公開した。